# جيمس إم. هايد
جيمس إم. هايد (بالإنجليزية: James M. Hyde)‏ هو مهندس أمريكي، ولد في 1873، وتوفي في 1943.